# Peter Farmer
Peter Farmer, född 25 juni 1952, är en australisk friidrottare. Han deltog vid olympiska sommarspelen 1976 och olympiska sommarspelen 1980.